# Berghäll
Berghäll (finska: Kallio) är ett distrikt och en stadsdel i Helsingfors. Distriktet består av stadsdelarna Berghäll och Sörnäs. I stadsdelen Berghäll ingår delområdena Broholmen, Linjerna och Torkelsbacken.
Berghäll är Helsingfors klassiska arbetarstadsdel, som uppstod på 1860-talet i och med den snabba industrialiseringen bredvid industriområdet kring Sörnäs hamn. Den tidigare trähusstadsdelen förnyades snabbt, och många stenhus byggdes redan i början av 1900-talet. De sista trähusen fick ge vika för betongen på 1960-talet. I dag har arbetarna och speciellt barnfamiljerna flyttat ut ur bostäderna som för det mesta är ettor och tvåor och stadsdelen är för många unga helsingforsare och inflyttade platsen där man har sin första egna bostad. Berghäll har ett rykte om sig att vara en bohemisk stadsdel för studerande och konstnärer, men är även känd för alkoholism och sociala problem. 
Berghäll är också svårdefinierat. Många räknar även stadsdelen Ås till Berghäll som hör till Åshöjdens distrikt. Andra ser Hagnäs och Havshagen som icke-hörande till Berghäll, fastän de officiellt hör till Berghälls distrikt.
Tarja Halonen är uppväxt i Berghäll.

## Bilder från Berghäll

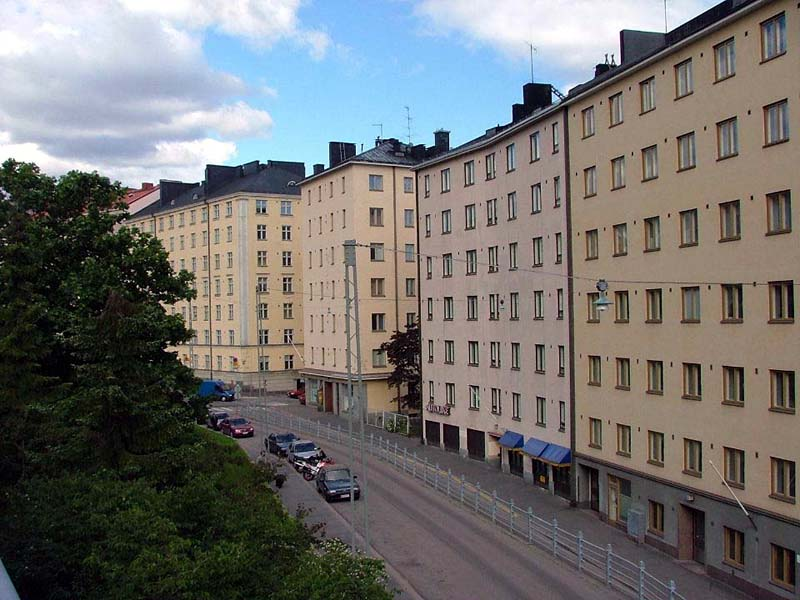
Terrassgatan med för Berghäll typiska hus
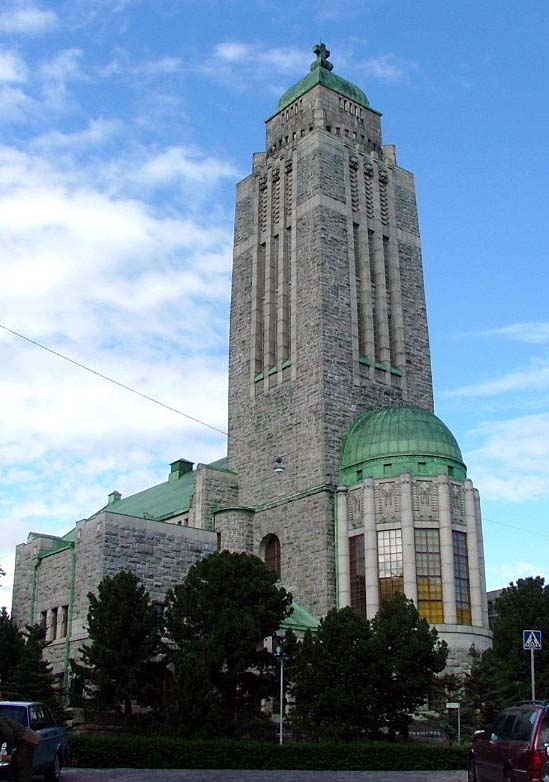
Berghälls kyrka
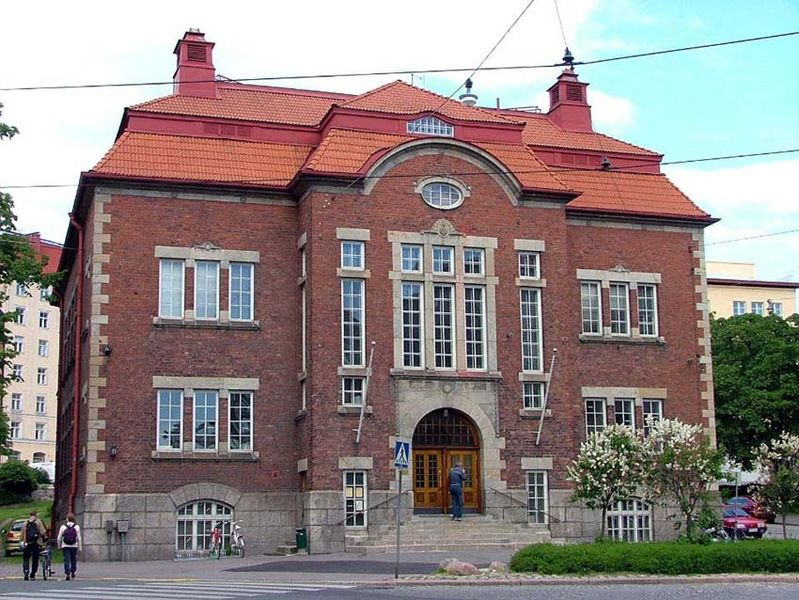
Berghälls bibliotek (1912) är Finlands första biblioteksbyggnad byggd med kommunala medel